# Венді Моніз
Ве́нді Моні́з (англ. Wendy Moniz; нар. 19 січня 1969, Канзас-Сіті, штат Міссурі, США) — американська кіно- та телевізійна акторка. Відомі ролі: Діна Марлер у «Дороговказне світло», Рейчел Маккейб «Неш Бріджес», Луїза Арчер у «Захисник» та Елейн МакАллістер у драматичному серіалі «Зрада».

## Життєпис
Народилася 19 січня 1969 року в Канзас-Сіті, штат Міссурі. Має ірландське та португальське коріння. 
Закінчила в 1991 році «Сієна коледж» в Лоудонвілі, округ Олбані, штат Нью-Йорк. 
У 1995 році Моніз дебютувала в телесеріалі «Дороговказне світло», та знімалася в ньому наступні кілька років. У 1999 році вона залишила серіал, щоб почати кар'єру в прайм-тайм, та знялася в декількох серіалах.
У 2000—2001 роках постійно знімалась у детективному серіалі «Неш Бріджес». 
Знімалась у телесеріалі «Захисник» з 2001 по 2004 рік, також виконувала другорядні ролі в серіалах «Чоловіки у великому місті» та «Сутичка».
У 2012 році зіграла в телесеріалі «Парк авеню, 666». 
У серіалі «American Broadcasting Company» «Зрада», в 2013 року, Венді Моніз виконала одну з головних ролей.
Венді Моніз разом зі своїм чоловіком Френком Ґрілло зіграла в серіалі «Королівство» в 2016 році.

## Особисте життя
У 1991 році одружилася з Девідом Бірснером. У 1996 році розлучилася. 
28 жовтня 2000 року одружилася з актором Френком Ґрілло. Народила двох синів: Ліама Кікі Ґрілло (нар. 13 червня 2004) та Ріо Джозефа Ґрілло (нар. 25 січня 2008).

## Фільмографія
| Рік       | Назва (укр.)              | Назва (англ.)        | Роль                                       | Примітки             |
| --------- | ------------------------- | -------------------- | ------------------------------------------ | -------------------- |
| 1995–1999 | Дороговказне світло       | Guiding Light        | Діна Марлер                                |                      |
| 1999      | Партнери                  | Partners             | Меґґі Співак                               |                      |
| 1999      | Вівторки з Моррі          | Tuesdays with Morrie | Джанін                                     | Телевізійний фільм   |
| 2000      | Акумуляторний парк        | Battery Park         | Марія Дікензо                              |                      |
| 2000      | Інші                      | The Others           | Єва                                        |                      |
| 2000–2001 | Неш Бріджес               | Nash Bridges         | Рейчел Маккейб                             |                      |
| 2001–2004 | Захисник                  | The Guardian         | Луїза «Лулу» Арчер                         |                      |
| 2005      | Закон і порядок           | Law & Order          | Ерлін Таррінґтон                           |                      |
| 2007      | Чоловіки у великому місті | Big Shots            | Стейсі Вокер                               |                      |
| 2009–2010 | Сутичка                   | Damages              | Джилл Бернгем                              |                      |
| 2011      | Одне життя, щоб жити      | One Life to Live     | Мер Кетлін Фінн                            |                      |
| 2012      | Парк авеню, 666           | 666 Park Avenue      | Інґрід Вайсманн                            |                      |
| 2013–2014 | Зрада                     | Betrayal             | Елейн МакАллістер                          |                      |
| 2015      | Гріх інших                | The Grief of Others  | Рікі Рірі                                  | Повнометражний фільм |
| 2015      | Шибайголова               | Daredevil            | Дженніфер Фішер                            |                      |
| 2016      | Картковий будинок         | House of Cards       | Лаура Моретті                              |                      |
| 2016      | Королівство               | Kingdom              | Роксанна Данн                              |                      |
| 2017      | Викрадач                  | Wheelman             | Джесіка                                    | Повнометражний фільм |
| 2018      | Єлловстоун                | Yellowstone          | Лайнела Перрі, губернаторка штату Монтана. |                      |